# Cristina Quaranta
Cristina Quaranta (Roma, 14 agosto 1972) è una showgirl italiana.

## Biografia
Scoperta da Gianni Boncompagni, partecipa a due edizioni del programma Domenica in, per poi lavorare nello show Stasera mi butto presentato da Pippo Franco per la regia di Pier Francesco Pingitore. Nel 1991 sempre Gianni Boncompagni le propone di lavorare per lui al suo nuovo programma pomeridiano Non è la Rai. Sempre diretta da Boncompagni, nel 1992 partecipa alla trasmissione Bulli e pupe, insieme a Paolo Bonolis, e nel 1993 a Rock 'n' Roll condotta da Orietta Berti.
Come attrice interpreta anche una piccola parte in Stasera a casa di Alice di Carlo Verdone, nel 1990, e nella fiction di Italia 1 Classe di ferro.
Dal settembre 1995 al giugno 1996 Quaranta è una delle veline di Striscia la notizia, insieme ad Alessia Merz. Nello stesso periodo è testimonial del Millionaire Network e partecipa al video FuFu dance, inserito nell'omonimo cd del Gabibbo. Nel 1996-1997 partecipa al programma I Guastafeste, il varietà del sabato sera di Canale 5, con Luca Barbareschi, Massimo Lopez e Laura Freddi. La stagione 1997-1998 vede il suo ingresso nel programma sportivo Guida al Campionato, che durerà cinque stagioni. Torna inoltre su Canale 5 nell'edizione estiva di Striscia, Doppio lustro, nei panni di velina insieme a Miriana Trevisan.
Nel 2000 prende parte a Guida all'Europeo, quattro puntate dedicate agli Europei di calcio, sempre in compagnia di Alberto Brandi. Nel 2005 partecipa alla terza edizione de L'isola dei famosi, venendo eliminata nel corso della seconda puntata con il 78% dei voti. Partecipa quindi ad alcuni programmi invernali nella stagione 2005/2006 in Rai. Lavora poi in Reality Game su Sky Vivo.
Dal 2010 al 2017 è stata conduttrice televisiva per la rete dedicata al poker POKERItalia24, conducendo tra le altre le trasmissioni Queens at Tea Time e Pokerissimo.
Nel 2022 prende parte alla settima edizione del Grande Fratello VIP come concorrente; viene eliminata durante la decima puntata.

## Vita privata
È stata sposata con un imprenditore col quale ha avuto una figlia, Aurora. In seguito al divorzio, e prima di ritornare in TV grazie alla settima edizione del GF VIP, ha svolto lavori in un ufficio stampa, è stata un agente immobiliare, ha gestito un negozio di Milano, ed ha lavorato come cameriera in un ristorante sempre a Milano, sua città di residenza.

## Filmografia
- Stasera a casa di Alice, regia di Carlo Verdone (1990)
- Classe di ferro – serie TV, episodio 2x01 (1991)

## Programmi TV
- Domenica in (Rai 1, 1990-1991)
- Stasera mi butto (Rai 2, 1991)
- Non è la Rai (Canale 5, 1991-1993; Italia 1, 1993-1994)
- Primadonna (Italia 1, 1991)
- Capodanno con Canale 5 (Canale 5, 1991-1992, 1992-1993)
- Serata d'amore per San Valentino (Canale 5, 1992)
- Carnevale con Canale 5 (Canale 5, 1992)
- La notte della bellezza (Canale 5, 1992)
- La grande festa di Non è la Rai (Canale 5, 1992)
- Bulli & pupe (Canale 5, 1992)
- Rock 'n' Roll (Italia 1, 1993)
- Striscia la notizia (Canale 5, 1995-1996) - velina
- Simpaticissima (Rete 4, 1996) - concorrente
- I guastafeste (Canale 5, 1996)
- Guida al campionato (Italia 1, 1997-2001)
- Guida al Mondiale (Italia 1, 1998)
- Doppio lustro (Canale 5, 1998)
- Guida all'Europeo (Italia 1, 2000)
- L'isola dei famosi 3 (Rai 2, 2005) - concorrente
- Reality Game (Sky Vivo,  2007)
- Queens at tea time (PokerItalia24, 2010)
- Pokerissimo (PokerItalia24, 2010)
- Grande Fratello VIP 7 (Canale 5, 2022) -  concorrente